# Timok
Timok (srbsky Тимок, bulharsky Тимок) je řeka v Srbsku. Na dolním toku tvoří v délce 15 km jeho hranici s Bulharskem (Vidinská oblast). Je pravým přítokem Dunaje. Je 189 km dlouhá. Povodí má rozlohu přibližně 4666 km².

## Průběh toku
Pramení dvěma prameny v západních výběžcích pohoří Stara Planina. Teče převážně kopcovitou krajinou a rovinou.

## Vodní režim
Nejvyšší vodnosti dosahuje na jaře. Průměrný průtok vody činí přibližně 40 m³/s.

## Využití
Využívá se na zavlažování. Leží na ní města Knjaževac, Zaječar (Srbsko).